# Donji Višnjani
Donji Višnjani su naseljeno mjesto u općini Prozor-Rama, Federacija Bosne i Hercegovine, BiH.

## Stanovništvo

### 1991.
Nacionalni sastav stanovništva 1991. godine, bio je sljedeći:
ukupno: 77
- Muslimani - 76
- Hrvati - 1

### 2013.
Nacionalni sastav stanovništva 2013. godine, bio je sljedeći:
ukupno: 10
- Bošnjaci - 5
- Hrvati - 5

## Vanjske poveznice
- maplandia.com: Donji Višnjani